# منتخب أنتيغوا وباربودا تحت 20 سنة لكرة القدم
منتخب أنتيغوا وباربودا تحت 20 سنة لكرة القدم (بالإنجليزية: Antigua and Barbuda national under-20 football team)‏ هو ممثل أنتيغوا وباربودا الرسمي في المنافسات الدولية في كرة القدم في فئة كرة قدم تحت 20 سنة للرجال، يديريه اتحاد أنتيغوا وباربودا لكرة القدم.